# First Division 1986-1987 (Irlanda)
Fu la seconda stagione della League of Ireland First Division e vennero promosse le prime due squadre qualificate ovvero: il Derry City F.C. e il Shelbourne F.C..

## First Division
| Pos. | Squadra                          | Pt | G  | V  | N | P  | GF | GS | DR  |
| ---- | -------------------------------- | -- | -- | -- | - | -- | -- | -- | --- |
| 1    | Derry City F.C.                  | 33 | 18 | 16 | 1 | 1  | 45 | 14 | +31 |
| 2    | Shelbourne F.C.                  | 27 | 18 | 12 | 3 | 3  | 39 | 20 | +19 |
| 3    | Drogheda United F.C.             | 24 | 18 | 10 | 4 | 4  | 41 | 22 | +19 |
| 4    | Finn Harps F.C.                  | 22 | 18 | 10 | 2 | 6  | 32 | 24 | +8  |
| 5    | University College Dublin A.F.C. | 19 | 18 | 8  | 3 | 7  | 22 | 22 | 0   |
| 6    | Cobh Ramblers F.C.               | 15 | 18 | 5  | 5 | 8  | 31 | 32 | -1  |
| 7    | Newcastlewest F.C.               | 12 | 18 | 4  | 4 | 10 | 17 | 32 | -15 |
| 8    | Monaghan United F.C.             | 11 | 18 | 3  | 5 | 10 | 20 | 34 | -14 |
| 9    | E.M.F.A.                         | 10 | 18 | 3  | 4 | 11 | 17 | 31 | -14 |
| 10   | Longford Town F.C.               | 7  | 18 | 2  | 3 | 13 | 16 | 49 | -33 |

G = Partite giocate; V = Vittorie; N = Nulle/Pareggi; P = Perse; GF = Goal fatti; GS = Goal subiti; DR = Differenza reti;